# Власенко, Станислав Владимирович
Станислав Владимирович Власенко (род. 21 февраля 1993 года, Назарово, Красноярский край, Россия) — российский боец смешанных боевых искусств, выступающий под эгидой ACA в полусредней весовой категории. Чемпион России и мира по панкратиону. Мастер спорта по панкратиону и самбо, кандидат в мастера спорта по вольной борьбе.

## Биография
Станислав родился в 1993 году в городе Назарово Красноярского края.
В 7 лет начал заниматься вольной борьбой, в 12 лет сломал ногу, после этого бросил занятия спортом. В 15 лет возобновил тренировки. В 16 лет поступил в Ачинский техникум нефти и газа непрерывно продолжая тренироваться. Позже выполнил норматив кандидата в мастера спорта по вольной борьбе.
С 2013 по 2014 год проходил службу в 155-й отдельной бригаде морской пехоты военно-морского флота Российской Федерации во Владивостоке. В армии продолжил тренировки, однако из-за ограничений, связанных со срочной службой не всегда получалось тренироваться стабильно. Во время службы выиграл соревнования по самбо проходящие на уровне бригады, затем занял второе место среди всего тихоокеанского флота. По армейскому рукопашному бою выиграл соревнования и на уровне бригады и среди всего тихоокеанского флота.
В 2015 году удачно дебютировал в профессиональном ММА.
В 2016 году подписал контракт с ACB.

## Выступления вне ММА
После увольнения в запас в 2014 году выиграл чемпионат сибирского федерального округа по боевому самбо проходящий в Красноярске, тем самым выполнив норматив мастера спорта России по боевому самбо.
7 апреля 2016 года выиграл чемпионат России по панкратиону проходящий в Иваново и стал мастером спорта России по панкратиону завоевав путёвку на чемпионат мира в Грузию.
2 октября 2016 года стал чемпионом мира по панкратиону на турнире проходящем в Тбилиси.

## Статистика в смешанных единоборствах
| Боёв 23  | Побед 17 | Поражений 6 |
| -------- | -------- | ----------- |
| Нокаутом | 5        | 2           |
| Сдачей   | 5        | 1           |
| Решением | 7        | 3           |

| Результат | Рекорд | Соперник                 | Способ                           | Турнир                                          | Дата            | Раунд | Время | Место                   | Примечание  |
| --------- | ------ | ------------------------ | -------------------------------- | ----------------------------------------------- | --------------- | ----- | ----- | ----------------------- | ----------- |
| Победа    | 17-6   | Иван Богданов            | Единогласное решение             | ACA 165 — Dakaev vs. Batista                    | 3 ноября 2023   | 3     | 5:00  | Санкт-Петербург, Россия |             |
| Поражение | 16-6   | Гаджимурад Хирамагомедов | Нокаут (удар)                    | ACA 158 — Olenichev vs. Mokhnatkin              | 2 июня 2023     | 2     | 2:01  | Санкт-Петербург, Россия |             |
| Поражение | 16-5   | Хусейн Халиев            | Единогласное решение             | ACA 146 — Tumenov vs. Khiramagomedov            | 4 октября 2022  | 3     | 5:00  | Грозный, Россия         |             |
| Победа    | 16-4   | Хусейн Халиев            | Единогласное решение             | ACA 130 — Vagasev vs. Gadzhidaudov              | 4 октября 2021  | 3     | 5:00  | Грозный, Россия         |             |
| Победа    | 15-4   | Кристиан Бринзан         | Единогласное решение             | ACA 123 — Koshkin vs. Butenko                   | 28 мая 2021     | 3     | 5:00  | Москва, Россия          |             |
| Поражение | 14-4   | Черси Дудаев             | Удушающий приём (удушение сзади) | ACA 116 — Balaev vs. Froes                      | 18 декабря 2020 | 1     | 3:41  | Москва, Россия          |             |
| Победа    | 14-3   | Арби Агуев               | Технический нокаут (удары)       | ACA 112 — Jubileu vs. Dudaev                    | 4 октября 2020  | 1     | 0:36  | Грозный, Россия         |             |
| Победа    | 13-3   | Серхио Соуза             | Технический нокаут (удары)       | I.M. Poddubnogo Sports Club — Confrontation 3   | 23 ноября 2018  | 2     | 3:20  | Красноярск, Россия      |             |
| Победа    | 12-3   | Сэм Боулт                | Раздельное решение               | ACB 87 — Mousah vs. Whiteford                   | 19 мая 2018     | 3     | 5:00  | Ноттингем, Англия       |             |
| Победа    | 11-3   | Доминик Шобер            | Удушающий приём (удушение сзади) | ACB 74 — Agujev vs. Townsend                    | 18 ноября 2017  | 2     | 1:28  | Вена, Австрия           |             |
| Победа    | 10-3   | Гор Асатрян              | Удушающий приём (анаконда)       | I.M. Poddubnogo Sports Club — Confrontation 2   | 7 октября 2017  | 1     | 1:20  | Красноярск, Россия      |             |
| Победа    | 9-3    | Сергей Хандожко          | Удушающий приём (треугольник)    | ACB 68 — Young Eagles 21                        | 26 августа 2017 | 3     | 3:34  | Душанбе, Таджикистан    |             |
| Поражение | 8-3    | Сергей Хандожко          | Раздельное решение               | ACB 55 — Tajikistan                             | 24 марта 2017   | 3     | 5:00  | Душанбе, Таджикистан    |             |
| Победа    | 8-2    | Андрей Чуботару          | Единогласное решение             | ACB 48 — Revenge                                | 22 октября 2016 | 3     | 5:00  | Москва, Россия          |             |
| Поражение | 7-2    | Мухамед Берхамов         | Нокаут (удар)                    | ACB 38 — Breakthrough                           | 20 мая 2016     | 1     | 0:25  | Ростов-на-Дону, Россия  |             |
| Победа    | 7-1    | Асламбек Арсамиков       | Единогласное решение             | ACB 30 — Young Eagles 5                         | 20 февраля 2016 | 3     | 5:00  | Грозный, Россия         |             |
| Победа    | 6-1    | Алексей Ефименко         | Единогласное решение             | Altay Republic MMA League — Battle of Tigers 4  | 7 февраля 2016  | 3     | 5:00  | Горно-Алтайск, Россия   |             |
| Победа    | 5-1    | Махмуд Раджабов          | Технический нокаут (удары)       | AFC — Ambitions Fighting Championship 8         | 28 ноября 2015  | 1     | 2:41  | Красноярск, Россия      |             |
| Победа    | 4-1    | Аржан Канзыва            | Удушающий приём (треугольник)    | Altay Republik MMA League — Battle of Tigers    | 11 ноября 2015  | 1     | 1:30  | Горно-Алтайск, Россия   |             |
| Победа    | 3-1    | Иван Казанцев            | Технический нокаут (удары)       | Altay Republik MMA League — Battle of Tigers    | 11 ноября 2015  | 2     | 3:00  | Горно-Алтайск, Россия   |             |
| Победа    | 2-1    | Айнди Атабаев            | Технический нокаут (удары)       | ACB 23 — Young Eagles 2                         | 10 октября 2015 | 1     | 3:52  | Грозный, Россия         | Дебют в ACB |
| Поражение | 1-1    | Шараф Давлатмуродов      | Единогласное решение             | Altay Republik MMA League — Battle of Champions | 9 августа 2015  | 3     | 5:00  | Чемал, Россия           |             |
| Победа    | 1-0    | Тимур Абдуллаев          | Удушающий приём (удушение сзади) | Altay Republik MMA League — Battle of Champions | 9 августа 2015  | 2     | 2:45  | Чемал, Россия           |             |

## Награды и достижения
| Результат  | Дата             | Мероприятие                     | Вес     | Место проведения   |
| ---------- | ---------------- | ------------------------------- | ------- | ------------------ |
| Победитель | 17 декабря 2014  | Чемпионат СФО по боевому самбо  | 90 кг   | Красноярск, Россия |
| 3-е место  | 28-29 марта 2015 | Чемпионат СФО по ММА            | 77,1 кг | Бердск, Россия     |
| Победитель | 7 апреля 2016    | Чемпионат России по панкратиону | 84 кг   | Иваново, Россия    |
| Победитель | 1-2 октября 2016 | Чемпионат мира по панкратиону   | 84 кг   | Тбилиси, Грузия    |